# 大澤誠
大澤 誠（おおさわ まこと）は、日本の経営者、郵便局員。日本郵便執行役員副社長、全国郵便局長会会長、特定郵便局の郵便局長などを歴任。
埼玉県富士見市の富士見郵便局（在任中に改称し富士見鶴瀬東郵便局）長、全国郵便局長会会長等を経て、2016年、全国郵便局長会出身者としては初となる日本郵便専務執行役員に就任し、2019年8月からは執行役員副社長兼東京支社長を務めた。2020年3月末に退任。

## 人物・経歴
立教大学社会学部卒業後、1985年郵政省入省。富士見郵便局長や、同局が改名された富士見鶴瀬東郵便局長を務め、埼玉県西部地区郵便局長会会長、関東地方郵便局長協会会長を経て、2014年から全国郵便局長会会長を務めた。2016年から全国郵便局長会からは初となる日本郵便専務執行役員に就任し、改革推進部担当として、窓口業務の指導などにあたった。2019年日本郵便執行役員副社長郵便局窓口事業運営総括並びにトータル生活サポート事業部及び改革推進部担当並びに東京支社長に昇格。2020年3月末に退任した。